# Chaetopsis canovae
Chaetopsis canovae är en svampart som beskrevs av Rambelli 1958. Chaetopsis canovae ingår i släktet Chaetopsis, divisionen sporsäcksvampar och riket svampar.   Inga underarter finns listade i Catalogue of Life.